# Горбунов, Роман Сергеевич (1978)
Роман Сергеевич Горбунов (род. 31 августа 1978, Пермь) — российский хоккеист, защитник. Мастер спорта России.

## Биография
Родился 31 августа 1978 года в городе Перми. Воспитанником пермской хоккейной школы. Первый свой матч сыграл за клуб «Дизель» (Пенза), где провёл 14 игр. На следующий сезон перешёл в клуб «Нефтяник» (Лениногорск), в котором выходил в 36 играх. В родном клубе «Молот-Прикамье» (Пермь) провёл 6 сезонов. С 2007 по 2012 год являлся защитником клуба «Зауралье» (Курган), выступал под 28 номером. Завершил игровую карьеру в Казахстане в «Алматы» (Алма-Ата) в 2013 году.
Тренер команды «Молот 2004» в МАУ ДОД СДЮШОР «Молот» по хоккею г. Перми.
С 2021 года тренер команды «Молот 2009» в МАУ ДОД СДЮШОР "Молот.